# Behzad
Behzad z Heratu – miniaturzysta perski.
Urodził się między 1450 a 1460 rokiem, zmarł ok. 1536–1537 roku. Jako sierotę przygarnął go i wychował artysta Mirak Nakkasz (malarz i kaligraf); on przekazał Behzadowi tajniki warsztatu miniaturzysty.
Pracował jako malarz-mistrz na dworze Husajna Bajkary w Heracie; jego patronem był m.in. Aliszer Nawoi, minister sułtana. W latach 1470–1506 kierował nadworną kitab-chane (pracownią) w Heracie, później przeniósł się do Tebrizu, znacząco wpływając na ukształtowanie stylu tamtejszej szkoły malarskiej.
Wczesny etap twórczości Behzada charakteryzują jasne, silnie skontrastowane barwy, dynamika kompozycji przy zachowaniu jej klarowności i przejrzystości, wielofiguratywność. Przestrzeń jego miniatur jest zawsze precyzyjnie zapełniona, czego dobrym przykładem są miniatury do Zafarname Jazdiego.
Pod koniec XV wieku w miniaturach Behzada pojawia się więcej pejzażu, liryki i spokoju. Wspaniale to ukazują miniatury do poematu Dehlawiego „Lajla i Madżnun”.
Za szczególne osiągnięcie Behzada uważa się miniatury do Chamse Nizamiego.
Behzad zasłynął też jako wielki portrecista i naturalista. Najsłynniejsze portrety jego autorstwa przedstawiają sułtana Husajna i chana Muhammada Szejbaniego. Historycy sztuki zwracają też uwagę na portrety przedstawiające zwykłych ludzi, w tym słynne przedstawienie derwisza en face (takie ustawienie modela stanowiło i przez kolejne wieki będzie stanowić ogromną rzadkość w malarstwie perskim). Jego portrety oddawały doskonale emocje przeżywane przez modela oraz jego charakter. Ta znacząca indywidualizacja przedstawianych postaci stała się wyróżnikiem szkoły herackiej.
Behzada uważa się za twórcę nowego kierunku w malarstwie perskim. Jego najsłynniejszym uczniem był Ghasem Ali. Wywarł silny wpływ na twórców safawidzkich, skupionych wokół szacha Tahmaspa (lata panowania: 1524–1576). O tym, jak słynnym artystą stał się już za życia, świadczy m.in. fakt, że jego prace wspomina w pamiętnikach założyciel dynastii Wielkich Mogołów, Babur.